# Bogoltény
Bogoltény (románul: Bogâltin) falu Romániában, a Bánságban, Krassó-Szörény megyében.

## Fekvése
Herkulesfürdőtől északra, Somosrévétőltől délre fekvő település.

## Története
Bogoltény egykor Temes vármegyéhez tartozott. Nevét 1452-ben említette először oklevél Bugulthin néven, Albert király oklevelében, mely oklevél tanúsága szerint a király Drunko várát a Csornaiaknak adományozta.
1480-ban Bogalthyn, 1501-ben Bogeltin, 1452-ben, 1480-ban, 1500-ban Bogalthyn, 1808-ban Bogoldin, Pogoldin, 1888-ban Bogoltin, 1913-ban Bogoltény néven volt említve.
1480-ban ban, mikor Mátyás király Fiáth Lászlónak és Lajosnak, valamint Macskási Jánosnak adományozta a szörényi kerületben fekvő Bolvasnitza, Kriva, Szépmezeje és több falvakat, a birtokbaiktatáskor jelen volt mint egyik egyik szomszéd Sandrius de Bagolthyn is.
1500-ban királyi embernek jelölték Miháldy Sandrius de Bogalthynt, Fiáth Lajos és László Porecsa birtokába való beiktatásakor. Ugyan ez a Bogeltini Sándor nemes ember szerepelt 1501-ben, mint királyi ember az aradi káptalannal együtt Fiáth László gyermekeit Örményes, Bolvasnitza és más birtokokba való beiktatásakor.
1582-ben Báthory Zsigmond oklevele ugyancsak említette Bogeltint, valamint Domasnia, Sonifalu, Kanisa, Korniareva falvakat a Karánsebes tartományában.
Az 1603. évi összeírás szerint Bogaltin birtokosai Modlina Ferenc és Mikanda Miklós voltak, mindegyik egy-egy portával megadóztatva.
Egy 1690–1700-as évekből származó összeírás a falut a mehádiai kerületbe sorolta.
1768-ban Papilla alezredest a császárt megbízta egy román zászlóalj alakításával az Orsova és Márga és közti vidéken, Bogoltin és más Orsova kerületbeli kenézeket és lakókat Mehádiára hívta meg, a terv kivitelezésének megtárgyalására. Ekkor Bogoltin a katonailag szervezendő kerület része lett.
1872-ben mikor a román-bánsági ezred, az egész határvidéki intézménnyel együtt feloszlott, Bogoltin a korniai századhoz került, majd a terregovai járáshoz került.
A trianoni békeszerződés előtt Krassó-Szörény vármegye Teregovai járásához tartozott.
1910-ben 1856 lakosából 6 magyar, 1848 román volt. Ebből 1849 görög keleti ortodox volt.

## Források

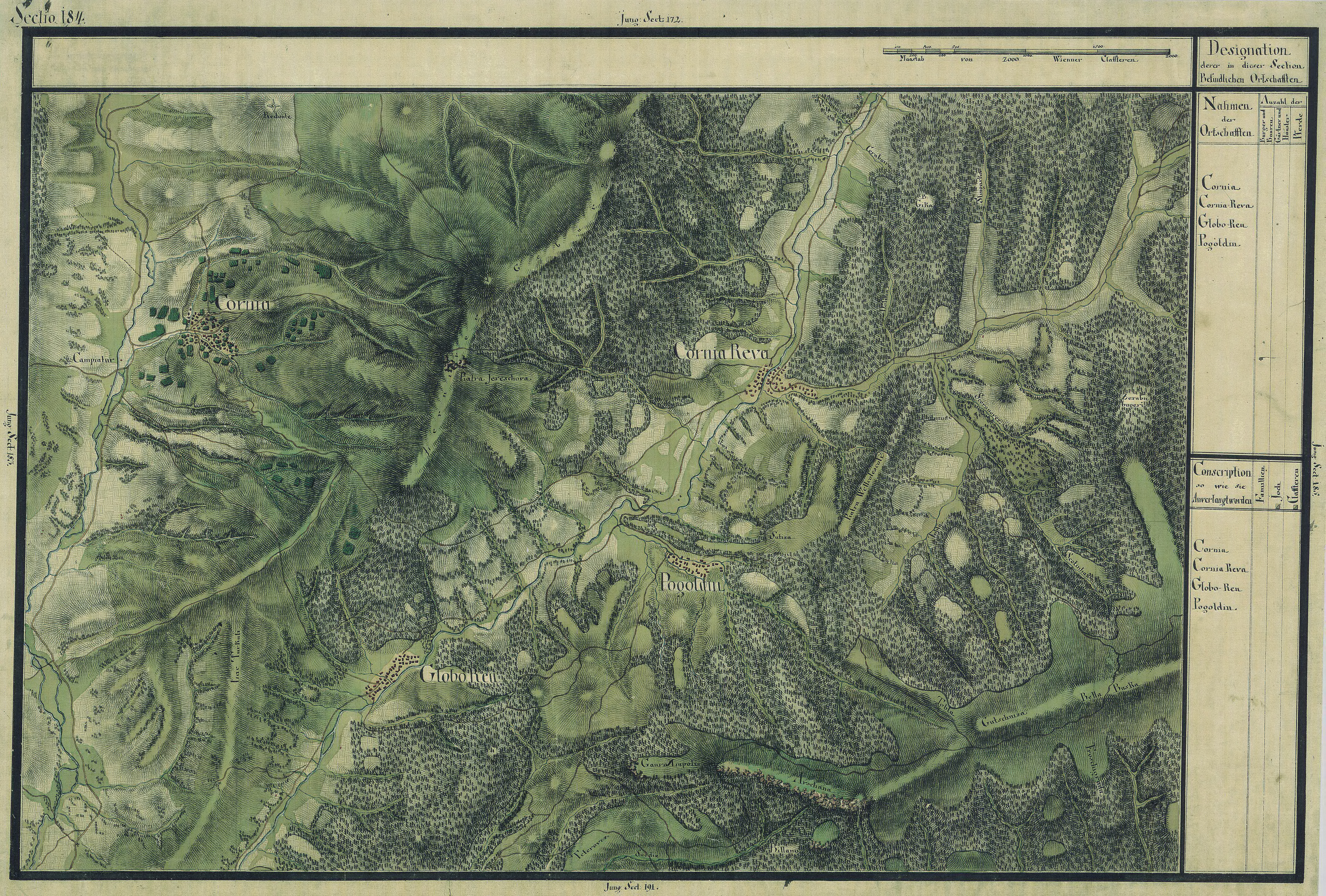
Bogoltény egy régi térképen